# Faya Largeau
Faya-Largeau è la più importante città del Ciad settentrionale. Capoluogo della provincia di Borkou e   capoluogo del dipartimento, ha una popolazione di 9 867 abitanti (dato del 1993).
Originariamente chiamata Faya fu rinominata Largeau in epoca coloniale per poi assumere il nome attuale dopo l'indipendenza.
L'attività principale è l'agricoltura, la città dispone di ampie riserve sotterranee d'acqua, inoltre a nord si trovano tre laghi. Situata al termine di alcune piste del Sahara funge da centro per i commerci delle merci provenienti dal Fezzan e dall'oasi di Cufra.
Faya-Largeau dispone di una pista di atterraggio asfaltata (IATA: FYT, ICAO: FTTY).